# Honda Motor Football Club 1985-1986
Questa voce raccoglie le informazioni riguardanti l'Honda Motor Football Club nelle competizioni ufficiali della stagione 1985-1986.

## Stagione
Giunto in semifinale di Coppa di Lega dove fu eliminato dallo Yomiuri ed eliminato al secondo turno di Coppa nazionale, in campionato l'Honda Motor giunse a pari merito con il Nippon Kokan secondo, risultando terzo per la peggior differenza reti.

## Maglie e sponsor
Le maglie, prodotte dall'Adidas, recano sulla parte anteriore l'iscrizione Honda.
| Manica sinistra · Maglietta · Manica destra · Pantaloncini · Calzettoni | Manica sinistra · Maglietta · Manica destra · Pantaloncini · Calzettoni |  |

## Rosa
| N. |                     | Ruolo | Calciatore           |
| -- | ------------------- | ----- | -------------------- |
|    | Giappone (bandiera) | P     | Kenji Yoshida        |
|    | Giappone (bandiera) | P     | Masataka Imai        |
|    | Giappone (bandiera) | D     | Kazuhito Amma        |
|    | Giappone (bandiera) | D     | Toshimitsu Furukoshi |
|    | Giappone (bandiera) | D     | Takao Nonaka         |
|    | Giappone (bandiera) | D     | Makoto Hirata        |
|    | Giappone (bandiera) | D     | Mikiya Kanzaki       |
|    | Giappone (bandiera) | D     | Osamu Chiba          |
|    | Giappone (bandiera) | D     | Masaru Atsumi        |
|    | Giappone (bandiera) | C     | Sugao Kambe          |
|    | Giappone (bandiera) | C     | Naoji Itō            |
|    | Giappone (bandiera) | C     | Toshinobu Katsuya    |
|    | Giappone (bandiera) | C     | Yoshikazu Kumagai    |

| N. |                     | Ruolo | Calciatore         |
| -- | ------------------- | ----- | ------------------ |
|    | Brasile (bandiera)  | C     | Messias            |
|    | Giappone (bandiera) | C     | Takashi Sekizuka   |
|    | Giappone (bandiera) | C     | Isao Sagaba        |
|    | Giappone (bandiera) | C     | Shiro Higuchi      |
|    | Giappone (bandiera) | C     | Matsuichi Yamada   |
|    | Giappone (bandiera) | A     | Shigeru Ando       |
|    | Giappone (bandiera) | A     | Shigemitsu Egawa   |
|    | Giappone (bandiera) | A     | Masanao Sasaki     |
|    | Giappone (bandiera) | A     | Kenji Miyazaki     |
|    | Giappone (bandiera) |       | Yasuhiro Kanemitsu |
|    | Giappone (bandiera) |       | Koichi Yada        |
|    | Giappone (bandiera) |       | Hori Kurata        |

## Statistiche

### Statistiche di squadra
| Competizione          | Punti | Totale | Totale | Totale | Totale | Totale | Totale | DR  |
| Competizione          | Punti | G      | V      | N      | P      | Gf     | Gs     | DR  |
| --------------------- | ----- | ------ | ------ | ------ | ------ | ------ | ------ | --- |
| JSL Division 1        | 28    | 22     | 8      | 12     | 2      | 30     | 20     | +10 |
| JSL Cup               | -     | 4      | 2      | 1      | 1      | 11     | 4      | +7  |
| Coppa dell'Imperatore | -     | 2      | 1      | 0      | 1      | 3      | 3      | 0   |
| Totale                | -     | 28     | 11     | 13     | 4      | 44     | 27     | +17 |

### Statistiche dei giocatori
| Giocatore   | JSL      | JSL  | JSL         | JSL        | JSL Cup  | JSL Cup | JSL Cup     | JSL Cup    | Coppa dell'Imperatore | Coppa dell'Imperatore | Coppa dell'Imperatore | Coppa dell'Imperatore | Totale   | Totale | Totale      | Totale     |
| Giocatore   | Presenze | Reti | Ammonizioni | Espulsioni | Presenze | Reti    | Ammonizioni | Espulsioni | Presenze              | Reti                  | Ammonizioni           | Espulsioni            | Presenze | Reti   | Ammonizioni | Espulsioni |
| ----------- | -------- | ---- | ----------- | ---------- | -------- | ------- | ----------- | ---------- | --------------------- | --------------------- | --------------------- | --------------------- | -------- | ------ | ----------- | ---------- |
| K. Amma     | 13       | 1    | ?           | ?          | ?        | ?       | ?           | ?          | ?                     | ?                     | ?                     | ?                     | 13+      | 1+     | ?           | ?          |
| S. Egawa    | 20       | 5    | ?           | ?          | ?        | ?       | ?           | ?          | ?                     | ?                     | ?                     | ?                     | 20+      | 5+     | ?           | ?          |
| T. Fukuoshi | 15       | 1    | ?           | ?          | ?        | ?       | ?           | ?          | ?                     | ?                     | ?                     | ?                     | 15+      | 1+     | ?           | ?          |
| T. Nonaka   | 4        | 0    | ?           | ?          | ?        | ?       | ?           | ?          | ?                     | ?                     | ?                     | ?                     | 4+       | 0+     | ?           | ?          |
| M. Hirata   | 21       | 0    | ?           | ?          | ?        | ?       | ?           | ?          | ?                     | ?                     | ?                     | ?                     | 21+      | 0+     | ?           | ?          |
| M. Imai     | 21       | -?   | ?           | ?          | ?        | ?       | ?           | ?          | ?                     | ?                     | ?                     | ?                     | 21+      | 0+     | ?           | ?          |
| N. Ito      | ?        | ?    | ?           | ?          | ?        | ?       | ?           | ?          | ?                     | ?                     | ?                     | ?                     | ?        | ?      | ?           | ?          |
| S. Kambe    | 9        | 0    | ?           | ?          | ?        | ?       | ?           | ?          | ?                     | ?                     | ?                     | ?                     | 9+       | 0+     | ?           | ?          |
| M. Kanzaki  | 22       | 0    | ?           | ?          | ?        | ?       | ?           | ?          | ?                     | ?                     | ?                     | ?                     | 22+      | 0+     | ?           | ?          |
| T. Katsuya  | 22       | 0    | ?           | ?          | ?        | ?       | ?           | ?          | ?                     | ?                     | ?                     | ?                     | 22+      | 0+     | ?           | ?          |
| Y. Kumagai  | 17       | 2    | ?           | ?          | ?        | ?       | ?           | ?          | ?                     | ?                     | ?                     | ?                     | 17+      | 2+     | ?           | ?          |
| Messias     | 21       | 1    | ?           | ?          | ?        | ?       | ?           | ?          | ?                     | ?                     | ?                     | ?                     | 21+      | 1+     | ?           | ?          |
| M. Sasaki   | 18       | 2    | ?           | ?          | ?        | ?       | ?           | ?          | ?                     | ?                     | ?                     | ?                     | 18+      | 2+     | ?           | ?          |
| K. Miyazaki | 11       | 0    | ?           | ?          | ?        | ?       | ?           | ?          | ?                     | ?                     | ?                     | ?                     | 11+      | 0+     | ?           | ?          |
| T. Sekizuka | 22       | 10   | ?           | ?          | ?        | ?       | ?           | ?          | ?                     | ?                     | ?                     | ?                     | 22+      | 10+    | ?           | ?          |
| M. Yamada   | 21       | 7    | ?           | ?          | ?        | ?       | ?           | ?          | ?                     | ?                     | ?                     | ?                     | 21+      | 7+     | ?           | ?          |
| K. Yoshida  | 1        | -?   | ?           | ?          | ?        | ?       | ?           | ?          | ?                     | ?                     | ?                     | ?                     | 1+       | 0+     | ?           | ?          |